# Borneosicyos simplex
Borneosicyos es un género monotípico de plantas con flores perteneciente a la familia Cucurbitaceae. Su única especie: Borneosicyos simplex, es originaria de Malasia.

## Taxonomía
Borneosicyos simplex fue descrita por Willem Jan Jacobus Oswald de Wilde y publicado en Reinwardtia 11: 224. 1998.